# Javier Gurruchaga
Ignacio Javier Gurruchaga Iriarte (San Sebastián, 12 de febrero de 1958) es un cantante, actor, presentador y humorista español, conocido por ser el vocalista de la Orquesta Mondragón.

## Biografía
Javier Gurruchaga nació en San Sebastián, País Vasco (España), hijo de Antonia Iriarte y Vicente Gurruchaga, cocinera y ferroviario respectivamente. Se sintió desde muy joven atraído por la música, y en la época en que realizó el servicio militar, tomó clases de saxo, impartidas por uno de sus superiores del Ejército.
Desempeñó diversos empleos, como el de botones del Banco de San Sebastián, mientras estudiaba Filosofía y Letras. Pronto se dio cuenta de que su terreno era el de la música; así, en el año 1976 fundó la Orquesta Mondragón, que ocupó un lugar muy destacado en el panorama musical español.
Alcanzó un gran éxito como presentador del programa de TV Viaje con nosotros por el que fue nominado al Premio Ondas en 1988, siendo este programa uno de los referentes de la vertiente televisiva de la movida madrileña.
A partir del inicio de los años noventa, sin dejar de lado la Mondragón, Javier decide poner a prueba sus capacidades como actor de cine y teatro. A partir de entonces podremos verle en numerosos largometrajes como El rey pasmado (1991), de Imanol Uribe, o Tirano Banderas (1993), de José Luis García Sánchez, películas por las que fue nominado a los Premios Goya como mejor actor de reparto. También participó como actor en otras películas como Jara, La duquesa roja, la última película de Luis García Berlanga (París-Tombuctú) y, más recientemente, Vivancos III con El Gran Wyoming y en los filmes Dogma de Juan Pinzás. También ha participado en La vida alegre, de Fernando Colomo; Si te dicen que caí, de Vicente Aranda; ¿Qué he hecho yo para merecer esto? de Pedro Almodóvar; La mujer más fea del mundo de Miguel Bardem; Siempre hay una camino a la derecha de José Luis García Sánchez Berlín Blues de Ricardo Franco; Lisístrata con Maribel Verdú y Juan luis Galiardo; R2 y el caso del cadáver sin cabeza de Álvaro Sáenz de Heredia El desenlace con Beatriz Rico y Pepe Sancho (film que fue nominado en la edición de ese año del Festival de Cine de Moscú).
En 1990 grabó su único disco en solitario, Música para camaleones; el resto de su desempeño musical lo llevaría a cabo en el marco de la Orquesta Mondragón aunque también ha participado en discos de otros intérpretes; en 1988 grabó a dúo con Sara Montiel "Fúmame, fúmame", canción que él había coescrito.
También participa en el disco No os olvidamos en homenaje a la víctimas del terrorismo, junto a otros artistas como María Dolores Pradera, Pablo Milanés y Ana Torroja, entre otros. En 2006 interviene en el macroconcierto de la Plaza del Zócalo en México de más de 12 horas de duración, más de 40 artistas invitados mexicanos y españoles y ante un público de más de 50.000 personas.
En teatro ha intervenido entre otras en la obras: Los abrazos del pulpo, Edmond de David Mamet, Quo vadis?, Golfo de Roma o Las obras completas de William Shakespeare y Los reyes de la risa (2013) de Neil Simon. En julio de 2014 estrenó la obra Pluto de Aristófanes en el Teatro Romano de Mérida dirigida por Magüi Mira. Desde octubre de 2017 hasta mayo de 2018 representó el musical Merlín, la leyenda de Trencadís Produccions.
Javier Gurruchaga también ha publicado el libro Garras humanas. Se trata de una recopilación de doce entrevistas con personajes con los que guarda mucho en común, como Fernando Savater, Luis Alberto de Cuenca, José Luis García Sánchez, Luis Antonio de Villena o Cristina Almeida, en los que hablan sobre los temas preferidos y recurrentes de Gurruchaga como pueden ser el cine, la música, el teatro, la televisión, los viajes, la infancia, etc.
Su más reciente incursión en el cine la realizó en el año 2014 en la película Cantinflas, estrenada en México en el mes de septiembre, y en la cual representa al dueño de una carpa de espectáculos en la que trabajó el gran cómico mexicano, a quien, en palabras de Charles Chaplin, se describe como el mejor cómico del mundo.
En 2015 inició gira musical con la Orquesta Mondragón bajo el título ¡Una noche con... La Mondragón! En 2016, tras la publicación del disco Anda suelto Satanás, iniciaron de nuevo otra gira por España y México.
Participa como invitado en Rock en tu Idioma Sinfónico vol. II con la canción "Corazón de neón", el 6 de septiembre de 2017 en el Auditorio Nacional ante casi 10 000 personas.
En 2018 tras la publicación de su último disco Noticia bomba Javier Gurruchaga y la Orquesta Mondragón iniciaron de nuevo gira por España y Latinoamérica.
A principios de 2019 es invitado por OCESA para participar en el 20 aniversario del festival musical Vive Latino.

## Discografía
Con la Orquesta Mondragón
- Muñeca hinchable (EMI, 1979)
- Bon voyage (EMI, 1980)
- Bésame, tonta (banda sonora, EMI, 1982)
- Cumpleaños feliz (EMI 1983)
- ¡Es la guerra! (EMI 1984)
- Rock & Roll Circus (doble LP en directo, EMI, 1985)
- Ellos las prefieren gordas (EMI 1987)
- Una sonrisa, por favor (EMI 1989)
- El huevo de Colón (EMI 1992)
- Viaje con nosotros a través de 21 éxitos feroces (EMI 1992)
- Memorias de una vaca (directo, 1995)
- Tómatelo con calma (2000)
- Viva Mondragón (EMI 2005)
- El despertar del lobo (EMI 2008)
- El maquinista de la general (Avispa 2010)
- Liverpool Suite (Avispa 2013)
- Anda suelto Satanás (Búho Man Discos 2016)
- ¡Noticia bomba! (Warner Music. Recopilatorio + Temas Inéditos + Colaboraciones, 2018)

Solo
- Música para camaleones (CBS, 1990)

## Cine
Lista incompleta.
- 1982 - Bésame, tonta de Fernando González.
- 1984 - ¿Qué he hecho yo para merecer esto? de Pedro Almodóvar.
- 1987 - La vida alegre de Fernando Colomo.
- 1989
  - El baile del pato de Manuel Iborra.
  - Si te dicen que caí de Vicente Aranda.
- 1991 - El rey pasmado de Imanol Uribe.
- 1992
  - Supernova, de Juan Miñón.
  - Una mujer bajo la luna de Gerardo Vera.
- 1993 - Tirano Banderas de José Luis García Sánchez.
- 1997
  - La duquesa Roja de Francesc Betriu.
  - Siempre hay un camino a la derecha de José Luis García Sánchez.
- 1999
  - Cuarteto de La Habana de Fernando Colomo.
  - París-Tombuctú de Luis García Berlanga.
  - La mujer más fea del mundo de Miguel Bardem.
- 2000 - Jara de Manuel Astudillo.
- 2002
  - Vivancos 3 de Albert Saguer.
  - Esta noche no de Álvaro Sáenz de Heredia.
  - Días de boda de Juan Pinzás.
  - Lisístrata de Francesc Bellmunt.
- 2003
  - Buscando a Nemo de Barry Humphries y Bob Peterson (voz).
  - Los Reyes Magos de Antonio Navarro (voz).
- 2004 - Torapia de Karra Elejalde.
- 2005 - Cuba libre de Raimundo García.
  - El Desenlace de Juan Pinzás.
  - R2 y el caso del cadáver sin cabeza de Álvaro Sáenz de Heredia.
- 2006 - Flushed Away (voz)
- 2009 - Naco es chido
- 2009 - Paradas continuas
- 2010
  - Tiana y el sapo (voz)
  - La maravillosa historia de Marc Morueco (voz)
- 2011 - Abrázame de Óscar Parra de Carrizosa.
- 2014 - Cantinflas
- 2022 -  Historias para no dormir (serie 2022) segunda temporada, La Alarma

## Premios
- Premio Ondas 1988 por su programa Viaje con nosotros
- Fotogramas de Plata 1988
- Premio Premios Grammy Latinos categoría música clásica 2003 por Historia del Soldado de Igor Stravinski
- Nominado Premio Goya en la categoría de mejor actuación masculina secundaria por El rey pasmado
- Nominado Premio Goya en la categoría de mejor actuación masculina secundaria por Tirano Banderas
- Medalla de Oro al Mérito en las Bellas Artes (2021).

## Televisión
La bola de cristal
Participó en este programa infantil y juvenil, emitido por TVE durante los años 1984 a 1988, dirigido por la periodista Lolo Rico, y en el que también participaron artistas como Alaska, Pablo Carbonell, Pedro Reyes o Anabel Alonso. Presentó la sección "La cuarta parte" en la que también aparecieron "sus padres" de ficción, Gregorio y Cayetana.
Viaje con nosotros
Comenzó a emitirse el 26 de enero de 1988. Tenía una periodicidad semanal (martes) y se emitió hasta el 31 de diciembre de ese mismo año. Ese día se emitió el programa titulado "La última cena", espacio promovido por Pilar Miró, por aquel entonces directora general de RTVE, en el que también participó Elton John y que no estuvo exento de polémica. Entre los personajes famosos que "viajaron" con Javier Gurruchaga estuvieron: Luis Antonio de Villena, Iñaki Perurena, Pedro Almodóvar, Camilo José Cela, Chumy Chúmez, José Luis Coll, José Luis Garci, Ana Obregón, Inés Sastre, Joaquín Sabina y Sara Montiel. Gurruchaga ejercía de coguionista junto al colectivo Lo que yo te diga.
El huevo de Colón
Fue estrenado en Telecinco el 4 de julio de 1992, y se emitía los sábados a las diez de la noche. Era un programa de variedades que incluía actuaciones musicales, una sección de cámara oculta y varios juegos de habilidad en antena.
El show debe continuar
Fue una gala homenaje a Freddie Mercury, vocalista del grupo Queen y de concienciación sobre el problema que supone el sida. Fue emitido en diciembre del año 2001 por Telemadrid y en él participaron artistas como Nacho Duato o Cristina del Valle, además del propio Javier Gurruchaga.
Bailando con Cugat
Programa especial en homenaje al músico español Xavier Cugat. Fue emitido por TVE en enero del 2001, dirigido por Javier Gurruchaga. En él también tomaron parte, entre otros, Mónica Randall, Alexis Valdés, Celia Cruz y la propia Orquesta Mondragón.
La cucaracha express
Programa diario emitido desde octubre de 2003 hasta junio de 2004 por Localia Televisión, de 23:30 a 00:30, presentado por Javier Gurruchaga, ambientado en un vagón de tren de los años 30. En él han colaborado entre otros Eduardo Haro Tecglen y Moncho Alpuente. Durante esta temporada en este "vagón" se han sentado junto a Javier artistas como María Isbert, Moncho Borrajo o Javier Bardem.
Los simuladores (México)
Participó en 2009 en un capítulo de la segunda temporada de la serie transmitida en cable en Latinoamérica, Los simuladores, en el papel de Silas, un estafador que dirige a una comunidad sectaria, la Iglesia de la Luz.
Fama 5
Fue uno de los miembros del jurado de la quinta edición del programa Fama ¡a bailar! que emitía la cadena de televisión Cuatro.
Uno de los nuestros
En 2013 intervino como jurado en el nuevo programa musical de La 1, Uno de los Nuestros junto a las cantantes Roser y María del Monte.

El blues de Don Quijote
En 2006 Javier Gurruchaga presentó, realizó y produjo este programa en el Canal Autonómico de Castilla-La Mancha Televisión. Consistía en entrevistas de actualidad y música en directo. En el participaron conocidos personajes del cine y del teatro como Pilar Bardem, Sancho Gracia, Beatriz Rico, Gabino Diego, de la música como María Dolores Pradera o Cristina del Valle, y personajes de actualidad como Manuel Díaz (presidentes de la discografía EMI para España y Portugal) y del mundo de la política como Carmen Alborch, entre otros.

## Radio
El tren a Xanadú
Esta fue la propuesta radiofónica que desde septiembre de 2001 hasta julio de 2002 desarrolló Javier Gurruchaga en Onda Cero. En este programa destacaron las entrevistas, la música con orquesta en directo (la propia Mondragón) y el humor de Gurruchaga como conductor del espacio. A lo largo de los meses que permaneció en emisión pasaron por el programa, entre otros, Alaska, Joaquín Sabina, Javier Vargas, The Peeping Toms y Julián Ruiz, primer productor de la Orquesta Mondragón. El programa se emitía entre la 1,30 y las 4 de la madrugada y entre sus principales colaboradores estuvo el crítico cinematográfico Luis Alegre, que realizó numerosas conexiones telefónicas desde los principales festivales cinematográficos celebrados en España.
Microespacio "Dos en la carretera"
Dentro del programa "Hoy es Domingo", presentado y dirigido por Concha García Campoy, Javier Gurruchaga colaboró en la sección "Dos en la carretera", emitida de 11:00 a 12:00 y en la que tenían cabida temas como el cine, la música, la literatura o el teatro.
Sección "El maquinista de la general"
Apartado musical de una media hora de duración concebido como un viaje en tren semanal dentro del magacín Asuntos Propios de RNE. Emitida los jueves a las 18:00 entre los meses de julio y septiembre de 2010.
Liverpool Suite
Programa de 4 episodios emitido en ROCK FM en 2013, se trató de un recorrido musical desde los años 50 hasta los 80. Programas de una duración de entre 1 y 2 horas. Disponible aún en formato pódcast.

## Teatro
- Golfos de Roma (1993).
- Quo vadis?
- Los abrazos del pulpo
- Carcajada salvaje (2011)
- Los reyes de la risa (2013)
- Pluto (2015)
- Merlín, la leyenda (2018)